# Саммит Земли
Саммит Земли (Конференция Организации Объединенных Наций по окружающей среде и развитию (ЮНСЕД), также известная как Саммит Земли в Рио-де-Жанейро, Саммит в Рио, Конференция в Рио-де-Жанейро) — крупнейшая конференция Организации Объединенных Наций (ООН), состоявшаяся в Рио-де-Жанейро с 3 по 14 июня 1992 года. В конференции участвовало более 8 тысяч делегатов, а также около 3 тысяч представителей неправительственных международных организаций. Мероприятие проходило под девизом «Наш последний шанс спасти планету». Саммит Земли в Рио стал самой крупной из всех международных встреч по вопросам окружающей среды.

## История
Саммит Земли был создан как ответная реакция государств — членов ООН на международное сотрудничество по вопросам развития после холодной войны. Из-за того, что проблемы, связанные с устойчивостью, были слишком серьезны для отдельных государств-членов, они могли бы стать поводом для сотрудничества.
Саммиты Земли — это встречи мировых лидеров каждые 10 лет, организуемые с 1972 года при поддержке Организации Объединенных Наций с целью определения путей стимулирования устойчивого развития на глобальном уровне. Результатами этих встреч стали программы развития на 2000—2015 годы и глобальные цели на 2015—2030 годы. Первый саммит состоялся в Стокгольме в 1972 году, второй в Найроби (Кения) в 1982 году, третий в Рио-де-Жанейро в 1992 году и четвертый в Йоханнесбурге (Южная Африка) в 2002 году. Последний Саммит Земли под названием «Рио + 20» состоялся также в Рио-де-Жанейро в 2012 году.
Подобные встречи на высшем уровне крайне важны, так как они развивают глобальную культуру уважения к окружающей среде. Вместе с ООН они нацелены на то, чтобы продемонстрировать коллективную способность управлять и привлекать внимание к гуманитарным темам и наиболее насущным проблемам.

## Обсуждаемые вопросы на Саммите Земли
- Изучение моделей производства, в частности производства токсичных компонентов, таких как свинец в бензине и ядовитых отходов, включая радиоактивные химические вещества;
- альтернативные источники энергии для замены ископаемого топлива, отходы которого связаны с глобальным изменением климата;
- распространение доверия к системам общественного транспорта в целях сокращения выбросов от транспортных средств, избавления от пробок и проблем со здоровьем, вызванных загрязненным воздухом и газами;
- растущее использование и ограниченный запас воды[4].

Важнейшим достижением саммита стало соглашение по Рамочной конвенции об изменении климата (РКИК), которое привело к подписанию Киотского протокола и Парижского соглашения. Оно было подписано более 180 странами, включая страны бывшего СССР. Суть еще одного соглашения заключалась в том, чтобы не проводить никаких действий на землях коренных народов, которые могли бы привести к ухудшению состояния окружающей среды или были бы неуместны в культурном отношении.
В Рио также была подписана и утверждена Декларация по окружающей среде и развитию, состоящая из 27 пунктов. В ней прописаны обязательства стран по основным принципам достижения устойчивого развития и безопасного будущего. Декларация стала одним из основных документов экологического права для большинства стран мира. На данный момент её подписало 178 государств.
Конвенция о биологическом разнообразии была открыта для подписания Сторонами 5 июня 1992 года и вступила в силу 29 декабря 1993 года. Конвенция преследует три основные цели, в том числе: сохранение биологического разнообразия; устойчивое использование его компонентов и справедливое, равное распределение выгод от генетических ресурсов.
Помимо этого, на конференции утвердили «Повестку дня на 21 век» — программу по реализации мировыми правительствами концепции глобального устойчивого развития. «Повестка» включала в себя 2,5 тысяч рекомендаций по охране атмосферы, океанов, биоразнобразия, решение демографических проблем, проблемы бедности и структуры международной экономики. Для реализации «Повестки дня на 21 век» в рамках ООН были созданы Комиссия и Межведомственный комитет по устойчивому развитию.
Двенадцать городов были удостоены награды местных органов власти за инновационные местные экологические программы. Среди них Садбери в Канаде за его амбициозную программу по восстановлению экологического ущерба от местной горнодобывающей промышленности, Остин в США за стратегию экологичного строительства и Китакюсю в Японии за включение международного образовательного и учебного компонента в свою муниципальную программу борьбы с загрязнением окружающей среды.

## Критика
Несмотря на важность Саммитов Земли, критики отмечают, что многие соглашения, заключенные в Рио-де-Жанейро, не были реализованы в отношении фундаментальных вопросов, таких как борьба с бедностью и очищение окружающей среды. В пятом докладе ЮНЕП «Глобальная экологическая перспектива» делается вывод о том, что были достигнуты только 4 из 90 наиболее важных целей, поставленных для обеспечения устойчивого развития (из 500 международно-признанных соглашений). За последние 20 лет выбросы климатических газов резко возросли, исчезли огромные площади тропических лесов и вымерли сотни видов животных. Так же нет надлежащего контроля за тем, что происходит в мировом океане и пока еще нет соглашения о защите лесов. Разумеется, все важные вопросы, стоящие перед человечеством, отражены в документе, но каких-либо существенных усилий их решить, не наблюдается.
Фидель Кастро вспоминал в 2012 году: "Когда 20 лет назад на конференции Организации Объединенных Наций об окружающей среде, проходившей в Рио-де-Жанейро я  выступил с речью о том, что один из важных видов – человек - находится под угрозой исчезновения, в тот момент у меня было меньше, чем сегодня аргументов для того, чтобы предупредить об опасности, от которой, как мне тогда казалось, отделяло 100 лет. В то время миром управляли несколько лидеров самых могущественных стран. Они любезно мне поаплодировали и продолжили невозмутимо рыть могилу нашемy роду".